# Bags & Trane
Bags & Trane es un álbum de estudio de Milt Jackson y John Coltrane publicado en 1961 por Atlantic Records. El título hace referencia a los apodos de Jackson y Coltrane, respectivamente.

## Canciones

### Cara A
| N.º | Título                         | Escritor(es)            | Duración |  |
| 1.  | «Bags & Trane»                 | Milt Jackson            | 7:25     |  |
| 2.  | «Three Little Words»           | Bert Kalmar, Harry Ruby | 7:29     |  |
| 3.  | «The Night We Called It a Day» | Tom Adair, Matt Dennis  | 4:22     |  |

### Cara B
| N.º | Título                | Escritor(es)    | Duración |  |
| 4.  | «Be-Bop»              | Dizzy Gillespie | 8:00     |  |
| 5.  | «The Late Late Blues» | Milt Jackson    | 9:35     |  |

## Personal
- Milt Jackson — vibraphone
- John Coltrane — saxo tenor
- Hank Jones — piano
- Paul Chambers — contrabajo
- Connie Kay — batería

## Personal técnica/de producción
- Nesuhi Ertegün — productor
- Tom Dowd, Phil Iehle — ingenieros